# Thalassodes subviridis
Thalassodes subviridis là một loài bướm đêm trong họ Geometridae.